# 佐藤為信
佐藤 為信（さとう ためのぶ）は、戦国時代から安土桃山時代にかけての武将。陸奥国伊具郡小斎城主。

## 生涯
相馬氏家臣・佐藤好信の二男として生まれる。
為信は父の好信、兄の清信と共に相馬氏の家臣として伊達氏との合戦で武功を挙げ、伊達方から奪取した小斎城の城代に任命された。しかし、好信が桑折左馬助の讒言によって軍奉行を罷免されて所領を奪われ、天正7年（1579年）に失意のうちに死去すると、為信は父の怨みを晴らすため、伊達輝宗からの内応の誘いに応じて相馬家からの離反を決意する。
天正9年（1581年）4月、小斎城に左馬助が手勢を引き連れて援軍に来ると、為信は左馬助を斬殺して城ごと伊達方へと寝返った（『伊達世臣家譜』では、父の遺命に従って怨みを晴らしたとしている）。輝宗はこれを大いに喜び、為信に小斎城と知行1,000石を安堵し、一族の家格を与えた。以後は小斎城主として対相馬戦で活躍し、丸森城・金山城奪還作戦において武功を挙げ、天正16年（1588年）の郡山合戦では金山城主中島宗求と共に相馬軍の伊具郡への進入を防ぎ、天正18年（1590年）5月には嫡男の勝信と共に駒ヶ嶺城攻めの先陣を務めている。
天正19年（1591年）の葛西大崎一揆鎮圧戦にも従軍したが、同年6月24日、佐沼城攻略戦のさなかに兜の八幡座（兜の頭頂部にある髷を出す穴）を射ち抜かれて討死した。嫡男の勝信が家督を相続し、佐藤氏は幕末に至るまで小斎の領主として同地を治めた。